# Brian MacLellan
Brian MacLellan (né le 27 octobre 1958 à Guelph, dans la province de l'Ontario, au Canada) est un joueur professionnel canadien de hockey sur glace qui évoluait au poste d'attaquant.

## Biographie
Après avoir joué en junior avec l'Université d'État de Bowling Green, MacLellan signe comme agent libre avec les Kings de Los Angeles en 1982. Au cours de sa carrière avec les Kings, il joue sur la ligne de Marcel Dionne et connaît sa meilleure saison en 1984-1985 où il marque 31 buts et 54 passes. Il est cependant échangé aux Rangers de New York au milieu de la saison suivante. Il est à nouveau échangé avant le début de la saison 1986-1987 aux North Stars du Minnesota avec lesquels il enregistre un record personnel de 32 buts. En 1989, MacLellan est acquis par les Flames de Calgary pour la fin de saison et les séries éliminatoires lors desquelles les Flames remportent la Coupe Stanley. Il reste avec les Flames pendant deux saisons avant d'effectuer une dernière saison professionnelle avec les Red Wings de Détroit en 1991-1992.
Le 26 mai 2014, MacLellan est nommé vice-président senior et directeur général et des Capitals de Washington. Il travaillait pour les Capitals depuis 13 ans, d'abord comme dépisteur puis comme directeur du personnel des joueurs.

## Statistiques
| Saison     | Équipe                             | Ligue      |     | Saison régulière | Saison régulière | Saison régulière | Saison régulière | Saison régulière |   | Séries éliminatoires | Séries éliminatoires | Séries éliminatoires | Séries éliminatoires | Séries éliminatoires |
| Saison     | Équipe                             | Ligue      | PJ  | B                | A                | Pts              | Pun              | PJ               | B | A                    | Pts                  | Pun                  |                      |                      |
| 1978-1979  | Université d'État de Bowling Green | CCHA       | 44  | 34               | 29               | 63               | 94               |                  |   |                      |                      |                      |                      |                      |
| 1979-1980  | Université d'État de Bowling Green | CCHA       | 38  | 8                | 15               | 23               | 46               |                  |   |                      |                      |                      |                      |                      |
| 1980-1981  | Université d'État de Bowling Green | CCHA       | 37  | 11               | 14               | 25               | 96               |                  |   |                      |                      |                      |                      |                      |
| 1981-1982  | Université d'État de Bowling Green | CCHA       | 41  | 11               | 21               | 32               | 109              |                  |   |                      |                      |                      |                      |                      |
| 1982-1983  | Kings de Los Angeles               | LNH        | 8   | 0                | 3                | 3                | 7                |                  |   |                      |                      |                      |                      |                      |
| 1982-1983  | Nighthawks de New Haven            | LAH        | 71  | 11               | 15               | 26               | 40               | 12               | 5 | 3                    | 8                    | 4                    |                      |                      |
| 1983-1984  | Kings de Los Angeles               | LNH        | 72  | 25               | 29               | 54               | 45               |                  |   |                      |                      |                      |                      |                      |
| 1983-1984  | Nighthawks de New Haven            | LAH        | 2   | 0                | 2                | 2                | 0                |                  |   |                      |                      |                      |                      |                      |
| 1984-1985  | Kings de Los Angeles               | LNH        | 80  | 31               | 54               | 85               | 53               | 3                | 0 | 1                    | 1                    | 0                    |                      |                      |
| 1984-1985  | Canada                             | WEC-A      | 4   | 0                | 0                | 0                | 0                |                  |   |                      |                      |                      |                      |                      |
| 1985-1986  | Kings de Los Angeles               | LNH        | 27  | 5                | 8                | 13               | 19               |                  |   |                      |                      |                      |                      |                      |
| 1985-1986  | Rangers de New York                | LNH        | 51  | 11               | 21               | 32               | 47               | 16               | 2 | 4                    | 6                    | 15                   |                      |                      |
| 1986-1987  | North Stars du Minnesota           | LNH        | 76  | 32               | 31               | 63               | 69               |                  |   |                      |                      |                      |                      |                      |
| 1987-1988  | North Stars du Minnesota           | LNH        | 75  | 16               | 32               | 48               | 74               |                  |   |                      |                      |                      |                      |                      |
| 1988-1989  | North Stars du Minnesota           | LNH        | 60  | 16               | 23               | 39               | 104              |                  |   |                      |                      |                      |                      |                      |
| 1988-1989  | Flames de Calgary                  | LNH        | 12  | 2                | 3                | 5                | 14               | 21               | 3 | 2                    | 5                    | 19                   |                      |                      |
| 1989-1990  | Flames de Calgary                  | Fr-Tour    | 3   | 0                | 1                | 1                | 6                |                  |   |                      |                      |                      |                      |                      |
| 1989-1990  | Flames de Calgary                  | LNH        | 65  | 20               | 18               | 38               | 26               | 6                | 0 | 2                    | 2                    | 8                    |                      |                      |
| 1990-1991  | Flames de Calgary                  | LNH        | 57  | 13               | 14               | 27               | 55               | 1                | 0 | 0                    | 0                    | 0                    |                      |                      |
| 1991-1992  | Red Wings de Détroit               | LNH        | 23  | 1                | 5                | 6                | 38               |                  |   |                      |                      |                      |                      |                      |
| Totaux LNH | Totaux LNH                         | Totaux LNH | 606 | 172              | 241              | 413              | 551              | 47               | 5 | 9                    | 14                   | 42                   |                      |                      |

## Honneurs et récompenses
- 1re équipe d'étoiles de la CCHA en 1982 ;
- 1re équipe All-American de la NCAA Ouest en 1982.